# 溪子頂
溪子頂，原寫為溪仔頂，是臺灣彰化縣田尾鄉的一個地名，位於該鄉西南部。相較於今日行政區，其範圍大致包括仁里村、新厝村、溪頂村、正義村，另外還包括埤頭鄉的和豐村東北端，以及北斗鎮的中寮里北端、大道里北端。

## 歷史
台灣清治末期至日治初期，溪子頂地區為一街庄，稱為「溪仔頂庄」，隸屬於東螺西堡。該庄西北邊及北邊西段與海豐崙庄為鄰，北邊東段及東北邊與田尾庄為鄰，東與饒平厝庄為鄰，南邊為北勢藔庄，西邊為埤頭庄。。
1901年（日治明治三十四年）11月，全台廢縣廳改設二十廳，該庄隸屬於彰化廳。1903年（明治三十六年）6月，該庄編入「海豐崙區」，隸屬於彰化廳。1909年（明治四十二年）10月，合併二十廳為十二廳，海豐崙區改隸屬於臺中廳。1920年（大正九年），廢廳、支廳、區、街庄（舊制）改設州、郡、街庄（新制）、大字，該庄改制並雅化為「溪子頂」大字，隸屬於臺中州北斗郡田尾庄，大字下有「溪子頂」、「十張犁」、「三十張犁」小字名。
戰後田尾庄改制為田尾鄉，隸屬於臺中縣，大字亦改制為村。1950年10月，中、彰、投分治，田尾鄉改隸屬彰化縣。

## 聚落
本地區發展較早的聚落有三十張犁、溪仔頂、羅厝、墩仔頭、十六埒、十張犁、車路口等，在日治期初期的官方地圖上已有記載。此外，本地區尚有圳腳、清水溪聚落。

## 交通
國道1號又稱「中山高速公路」，是貫穿台灣西部的兩條縱向高速公路之一，大致以縱向轉北北東—南南西走向經過溪子頂地區中部偏西地帶。境內未設交流道，北側最近的是縣道148號交會處的員林交流道，南側最近的是縣道150號交會處南側的北斗交流道，由此等可快速前往國道1號沿線各地。
鄉道彰141線（中正路二段、中正路一段）是三塊厝至田尾的道路，大致先以北向南到達本地區西北部邊界地帶北側的鄉道彰152線起點路口，轉東南微南入境後，經三十張犁聚落後出境後經鄉道彰154線路口，再以同方向由本地區北部邊界中央偏東處入境，經鄉道彰153-1線終點路口後轉東南以至出境。由該道路向北可前往海豐崙、海豐崙與竹子腳交界地帶、竹子腳西南端、阿媽厝南端、阿媽厝與西勢厝交界地帶、西勢厝東部邊界地帶偏北並止於省道台19線路口，向東南可前往田尾西南部、溪子頂東部、饒平厝西南部並止於省道台1線路口。
鄉道彰152線（新生路）是海豐崙至小埔心的道路，其北側端點位於本地區西北部邊界北側鄉道彰141線路口。由此向西南沿邊界而行，經鄉道彰154線起點路口後跨越國道1號續行，出境後可前往溪子頂西端、埤頭、連交厝、小埔心並止於舊省道台19線（彰水路三段）路口。
鄉道彰153線（前庄巷、光明巷、三溪路一段、塗墩巷、三號路）是仁里至中寮的道路，其北側端點位於本地區西北部凸出部分的東側邊界處鄉道彰154線路口。由此向東南沿邊界而行，轉南南西入境後至三溪路一段路口轉東與鄉道彰153-1線共線，至塗墩巷轉南微西獨行，過東螺溪溪頂橋後順路轉南南西，至本地區南部邊界處的三號路路口轉西北西，至裕後路路口轉南南西出境後，可前往北勢寮並止於縣道150號路口。
鄉道彰153-1線（後庄巷、三溪路二段、三溪路一段、高東路、三溪路一段301巷、三溪路一段）是海豐至溪頂的道路，其西北側端點位於本地區西北部邊界北側鄉道彰152線路口。由此向南南西轉南南東至三十張犁聚落轉南南西，經鄉道彰154線後續行，出聚落後轉東南東再轉南南西，至三溪路一段301巷轉東蜿蜒而行，至十六埒聚落轉北再轉東再轉東南，可止於鄉道彰141線路口。
鄉道彰154線（中庄巷、前庄巷）是海豐至朝興的道路，其西側端點位於本地區西北部邊界地帶國號1號東側的鄉道彰152線路口。由此向南與國道1號併行一小段路後轉東南東，經鄉道彰153線路口後至本地區西北部凸出部分東側邊界處的鄉道153線起點路口轉東北出境後，可前往田尾、田尾與溪子頂交界地帶、饒平厝與田尾交界地帶、饒平厝、曾厝崙、鎮平南部、小紅毛社、大紅毛社與張厝交界地帶、張厝與崙雅交界地帶、崙雅與社頭交界地帶、社頭、舊社、石頭坑南部偏西並止於縣道137號路口。

## 學校
- 仁豐國小